# تووچوو
تووچوو (به لاتین: Tłuchowo) یک منطقهٔ مسکونی در لهستان است که در Gmina Tłuchowo واقع شده‌است.

## خصوصیات
تووچوو ۱٬۱۵۹ نفر جمعیت دارد.